# 北泰利耶市镇
北泰利耶市镇（瑞典語：Norrtälje kommun），又纯音译作诺尔泰利耶市镇，是瑞典中东部斯德哥尔摩省的一个市镇。其治所位于北泰利耶。
北泰利耶市镇是斯德哥尔摩省最大且最北方的市镇。该市镇创建于1971年，由多个前市镇合并而成。自1863年起共有25个地方行政区划单位合并为现有的市镇。